# Emmanuel Niyoyabikoze
Pour les articles homonymes, voir Emmanuel.
Emmanuel Niyoyabikoze (né le 20 décembre 1994 à Bubanza, au Burundi) est un maïeuticien et activiste environnemental burundais. Il est le fondateur de l’organisation Greening Burundi, qui œuvre pour la reforestation, la protection de l’environnement et la promotion du développement durable. À travers cette organisation, il mène des actions locales axées sur la lutte contre les effets du changement climatique, notamment par la plantation d’arbres et la sensibilisation des communautés.

## Biographie
Emmanuel Niyoyabikoze naît dans une famille d’agriculteurs à Bubanza, au Burundi. Il est le cinquième enfant d'une fratrie de huit. Son enfance est marquée par les conséquences de la guerre civile burundaise (1993-2005), un conflit qui affecte profondément les infrastructures, entraînant notamment une déforestation et une dégradation des écosystèmes.
Dès son jeune âge, il développe un intérêt pour les questions environnementales. Il commence à planter des arbres à l’âge de huit ans pour lutter contre la deforestation. Après avoir terminé l'école primaire, il a initialement l'intention de poursuivre une carrière dans le domaine environnemental.

### Premiers défis environnementaux
Durant son adolescence, Emmanuel Niyoyabikoze observe les effets négatifs de la déforestation sur les communautés rurales de sa région. Ces observations le poussent à organiser des campagnes locales de sensibilisation et des initiatives collectives de plantation d’arbres.
Malgré des ressources limitées, il fonde le projet Greening Burundi, une initiative visant à promouvoir la reforestation et la durabilité environnementale. Ce projet cherche à atténuer les effets du changement climatique par des activités de plantation d’arbres et des programmes éducatifs.

### Formation et début de carrière
Passionné par la nature depuis son enfance, il souhaite s'orienter vers une section spécialisée en Eau et forêts. Cependant, il change finalement de voie et intègre l'École Paramédicale Notre-Dame de l'Espérance à Bubanza. En 2015, il obtient son diplôme d'infirmier.
En 2020, Emmanuel Niyoyabikoze obtient un diplôme de baccalauréat en sciences de sage-femme à l’Institut National de Santé Publique du Burundi. Il suit des formations complémentaires en gestion des écosystèmes et en conservation des forêts, dont un cours dispensé par l’Université Cornell.

### Greening Burundi
En 2017, Emmanuel Niyoyabikoze lance officiellement Greening Burundi, une organisation consacrée à la lutte contre la déforestation et la promotion de pratiques durables.
Les objectifs principaux de l'organisation sont :
- Reforestation : réduire les effets de la déforestation en plantant des arbres[10].
- Sensibilisation communautaire : éduquer les populations locales sur l’importance de préserver les écosystèmes[11].
- Agriculture durable : encourager des pratiques agricoles respectueuses de l’environnement[12].

Depuis sa création, le projet permet la plantation de centaines de milliers d’arbres et mobilise plusieurs communautés locales. Emmanuel Niyoyabikoze établit également des collaborations avec des organisations non gouvernementales et internationales afin d’étendre les activités de l’organisation. Les initiatives de reforestaiton de Greening Burundi pour rendre le Burundi vert attirent l’attention à l’échelle internationale,.
Emmanuel Niyoyabikoze rencontre des défis importants, notamment en raison de la situation politique instable au Burundi. Ces difficultés le conduisent à poursuivre ses activités de sensibilisation environnementale à l’étranger, notamment en Allemagne, où il continue à promouvoir des initiatives locales et internationales de lutte contre le changement climatique.

## Prix et distinctions
- Global Peace Excellence Award, Maldives (2019)[19]
- Mary Robinson Climate Justice Award (2021)[20]
- East Africa Earth Champion (2021) [21]
- Top 100 Young African Conservation Leader (2021)[22]
- 5 personnalités influentes du Burundi (2019)[23]
- Nomination parmi les 25 RoleModels Burundais (2019)[24]